# Список правителів королівства Повіс
Список правителів королівства Повіс — перелік королів Східного Вельсу, що правили з початку V ст. до середини XII ст. У 854 року відбулася унія з королівством Гвінед. З 1160 року перетворилося на декілька князівств, які було приєднано до Англії у 1283-1284 роках.

## Династія Гуртеірна
- Кадеірн ап Гуртеірн, 430—447 роки
- Кадел Блискучий Ефес, 447—460 роки
- Рідфед Кирпатий, 460—480 роки
- Кінген Достопам'ятний, 480—500 роки
- Пасген ап Кінген, 500—530 роки
- Морган ап Кінген, 530—540 роки
- Брохвайл Слизький, 540—550 роки
- Яго ап Брохвейл, 550—582 роки
- Кінан Білоногий, 582—610 роки
- Селіф Бойовий Змій, 610—613 роки

## Узурпатор
- Мануган ап Селіф, 613 рік

## Династія Кунеди
- Ейлуд ап Кіндруїн, 613—642 роки

## Узурпатор
- Мануган ап Селіф, 642—650 роки

## Династія Гуртеірна
- Белі ап Ейлуд, 650—695 роки
- Гвілог ап Белі, 695—725 роки
- Елісед ап Гвілог, 725—755 роки
- Брохфел ап Елісед, 755—773 роки
- Кадел II, 773—808 роки
- Кінген II, 808—854 роки

## Менська династія
- Родрі Великий, 854—878 роки
- Мерфін ап Родрі, 878—900 роки
- Ллівелін ап Мерфін, 900—942 роки

## Династія Аберффрау
- Гівел ап Кадел, 942—950 роки
- Овейн ап Гівел, 950—986 роки
- Маредуд ап Овейн, 986—999 роки

## Династія Рудлан
- Ллівелін ап Сейсілл, 1018—1023 роки

## Династія Іестіна
- Родерех ап Іестін, 1023—1033 роки

## Династія Аберфрау
- Яго ап Ідвал, 1033—1039 роки

## Династія Рудлан
- Гріфід ап Ллівелін, 1039—1063 роки

## Династія Матрафал
- Бледін ап Кінфін, 1063—1075 роки, князь Повісу
- Іорверт ап Бледін, 1075—1103 роки
- Кадуган ап Бледін, 1075—1111 роки
- Овейн ап Кадуган, 11111-1116 роки
- Маредуд II, 1116—1132 роки
- Маредог ап Маредуд, 1132—1160 роки

## Розподіл на князівства

### Князі Повіс-Вадогу
- Гріфід Майлор I, 1160—1191 роки
- Мадог ап Гріфід Майлор, 1191—1236 роки
- Гріфід Майлор II, 1236—1269 роки
- Мадог II ап Гріфід, 1269—1277 роки
- Гріфід Молодший, 1277—1284 роки

### Князі Повіс-Гвенвінвін
- Овейн Ківейліог, 1160—1195 роки
- Гвенвівнвін ап Овейн, 1195—1208 роки (вперше)
- Ллівелін Великий, 1208—1212 роки (вперше)
- Гвенвівнвін ап Овейн, 1212—1216 роки (вдруге)
- Ллівелін Великий, 1216—1240 роки (вдруге)
- Овейн Гвенвінвін, 1240—1283 роки